# Франки Веркаутерен
Франки Веркаутерен (хол. Franky Vercauteren; 28. октобар 1956) је бивши белгијски фудбалер, играо за фудбалску репрезентацију Белгије.
Веркаутерен је дебитовао за Андерлехт 1975. против Расинг Мехелена, заменивши Гилберта Ван Бинста. Имао је двоструку операцију, прво у октобру 1975. и потом јануару 1976, касније је то мало успорило његов фудбалски развој. Са Андерлехтом освојио пет трофеја у европским такмичењима (два Купа победника купова, један Куп УЕФА и два Суперкупа Европе). Такође је освојио два Купа Белгије, четири титуле шампиона Белгије и два пута освојио Суперкуп Белгије. Године 1987. придружио се француском Нанту. Вратио се у Белгију три године касније, где је наступао за Моленбек до 1993. Док је боравио у Нанту, Веркаутерен је два пута завршио првенство са највише асистенција.
За репрезентацију Белгије играо 63 пута. Био је део тима који је завршио на четвртом месту на Светском првенству 1986. у Мексику, а такође је учествовао на Светском првенству 1982. и на Европском првенству 1984. Иако је за репрезентацију дебитовао 16. новембра 1977. (пораз од Северне Ирске 3-0), није изабран у састав за Европско првенство 1980, где је Белгија завршила као другопласирана у Западној Немачкој.
Након завршетка играчке каријере, радио је као фудбалски тренер. Водио је Андерлехт, Мехелен, Белгију, Крила Совјетов и Ројал Антверпен.